# Кожомкулов, Асан
Асан Кожомкулов — советский хозяйственный, государственный и политический деятель.

## Биография
Родился в 1932 году в селе Джаны-Алыш. Член КПСС.
С 1955 года — на хозяйственной, общественной и политической работе. В 1955—1999 гг. — инженер-гидротехник, руководитель строительства Тортгульского водохранилища, начальник Ошского облводхоза, министр водного хозяйства Киргизской ССР, начальник Главкиргизводстроя Минводхоза СССР.
Лауреат Государственных премий СССР и Киргизской ССР (обе — 1982 г.)
Избирался депутатом Верховного Совета Киргизской ССР 8-12-го созывов.
Умер в Бишкеке в 2001 году.